# زد۸۰

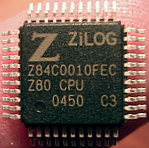
یک سی‌ماس Z80 در پکیج QFP.

زد۸۰ (به انگلیسی: Zilog Z80) یک ریزپردازندهٔ ۸ بیتی است که توسط زایلوگ (Zilog) طراحی شد و از ۱۹۷۶ به فروش رسید. این آی‌سی به صورت گسترده‌ای در طراحی رایانه‌های میزکار و تعبیه شده (به انگلیسی: Embedded) و برای اهداف نظامی به کار رفت. زد۸۰ و مشتقات و مشابهات آن یکی از پر استفاده‌ترین خانواده‌های سی‌پی‌یوهای استفاده شده را تشکیل داده‌اند و همراه خانوادهٔ ۶۵۰۲ ماس تکنولوژی بر بازار ریزرایانه‌ها (Microcomputer) از اواخر دهه ۱۹۷۰ تا اواسط دههٔ ۱۹۸۰ چیره شدند.